# Народно читалище „Иван Вазов – 1904”
Народно читалище „Иван Вазов – 1904“ е читалище в Хисаря. То е създадено на 14 ноември 1904 г.
Учителят Никола Младенов и няколко местни интелектуалци-ентусиасти слагат началото на читалищното дело в града. Първият Устав на читалището е утвърден от Министерството на народното просвещение.

## История
Иван Вазов дава съгласието си новосъздаденото читалище да носи неговото име. Първите дарени от него книги с автограф слагат началото на библиотечния фонд. От онова време е запазен един оригинален метален печат  с образа на Иван Вазов (първия печат на хисарското читалище).
През 1934 – 1935 година започва строеж на читалищна сграда на място, което е негова собственост. Градежът се извършва със средства, както на общината, така и със събрани от читалището. Държавата не подпомагала тогава достатъчно строителството и затова била построена само административната част на сградата.
До 1984 г. читалището се помества в стара сграда, която се оказва недостатъчна за дейностите му и за непрекъснато увеличаващия се библиотечен фонд. В отговор на тези нужди през 1984 г. читалището се премества в нова и многофункционална сграда със съвременна архитектура, в която и до днес развива и популяризира своята дейност. Тя е с площ 3200кв.м. със сутерен и помещения на различни нива, като 1/3 от нея се пада на библиотеката. Разполага с голям салон с 520 места, с пълно сценично оборудване, въртяща се сцена и оркестрина, малка заседателна зала със 150 места. Има просторни фоайета, кръжочни, репетиционни и гримьорни зали.

## Дейности

### Библиотека
Започва да функционира още през 1904 г. с първите дарения от нейните основатели и някои видни граждани, включително и новозакупена литература. На практика дарението на Иван Вазов слага началото на библиотечния фонд.
В библиотеката функционират отдел за възрастни [], читалня за възрастни, детски отдел с читалня [], отдел „Изкуство“ [], отдел „Обработка и каталогизация“ и книгохранилище. Разполага с богат справочен и подръчен фонд, и краеведска литература. Системата от каталози и картотеки включва общ азбучен каталог, систематични каталози в отдел за възрастни, детски отдел и отдел „Изкуство“, заглавен каталог на част от фонда. От 2006 г., след въвеждане на компютърна обработка на книгите и обслужване на читателите по автоматизираната библиотечна система „АБ“ [], се поддържа само електронният каталог.
От 2010 г. е създаден Клуб по краезнание от местни активисти, който се стреми да издирва, събира и съхранява създаденото от видните личности от региона и да го популяризира.

### Художествена самодейност
Литературен клуб „Извор“ при библиотеката е създаден на 5 юли 2004 г. по инициатива на местния сатирик Борислав Ганчев, който става първият му председател. В него членуват над 30 активно пишещи хора в града с различни професии, образование и занимания, както и някои хисарски новодомци – от страната и чужбина.
Редовно се организират срещи с местни автори по повод издаване на новите им книги, провеждат се литературни конкурси, както и беседи по повод годишнини на автори и книги. Клубът поддържа връзки със сродните клубове от страната. Провеждат се и взаимни гостувания между литературните клубове, съпътствани със съвместни конкурси, с литературни четения.
Много от местните автори, обединени в литературен клуб „Извор“, имат издадени по няколко книги, екземпляр от които се съхранява в специалната сбирка от книги с автографи.
Театралният колектив „Театър без диплома“ е създаден на 10 октомври 1984 година. Режисьор е актьорът от Драматичен театър Пловдив Стефан Попов. Всеки театрален сезон подготвят и представят по една нова пиеса. Колективът е инициатор на ежегодно провежданите в Хисаря национални театрални празници.
Танцовият фолклорен клуб „Хисарски ритми“ има изяви в регионални, национални и международни фестивали в България и чужбина.
С многобройни награди е вече и Детско-юношеският танцов състав към читалището с 4 възрастови групи, който участва както на местно, регионално и национално, така и на международно ниво.
Детската музикална школа с класове по пиано и акордеон е създадена през 1987 г. Децата имат участия в местни и национални конкурси.
Активна дейност развива и Групата за балкански градски фолклор "Сълзица", като участва в местни, регионални и национални фестивали и конкурси.

### Издателска дейност
- Стойнова, Янка, Дарина Милева. Извор. Втори хисарски литературен сборник. Пловдив, 2016
- Вазов, Иван. Стихотворения, написани в Хисар. Хисаря, 2014
- Стойнова, Янка, Дарина Милева. Извор. Хисарски литературен сборник. Хисаря, 2006
- Кънчев, Атанас. Вазов в Хисар. Хисар, 2000

### Спечелени и успешно реализирани проекти
```
- Проект за нови книги от Програмата "Българските библиотеки - съвременни центрове за четене и информираност' 2024" към Министерство на културата на стойност 2 644 лв. 
- Проектът „Достъпна архитектурна среда за хората с увреждания Народно читалище „Иван Вазов-1904г.” е финансиран от Агенцията за хората с увреждания. Проектът е на стойност 62 624 лв. и трябва да бъде реализиран до края на 2024г. Целта му е създаване  на предпоставки за активно социално включване на хората с увреждания, имащи специфични потребности при пространственото си придвижване в културния живот на град Хисаря.
- Проект за нови книги от Програмата "Българските библиотеки - съвременни центрове за четене и информираност' 2023" към Министерство на културата на стойност 2 995,10 лв. 
- Проект към Агенцията на хора с увреждания - „Изграждане на достъпна среда в Народно читалище „Иван Вазов-1904г.” гр.Хисаря", на стойност 11 422.04 лева.
- Проект за книги по програма на Министерство на културата "Българските библиотеки - съвременни центрове за четене и информираност 2021" на стойност 1381.48 лв. (114 книги).
- Проект за книги по програма на Министерство на културата "Българските библиотеки - съвременни центрове за четене и информираност 2020" на стойност 3769.93 лв. (342 книги).
- „Вътрешно преустройство и ремонт на част от вътрешно пространство в НЧ „Иван Вазов“ от УПИ IV-читалище, от кв.19а по плана на гр.Хисаря” (чрез МИГ-Хисаря) - 2020 г., на стойност 58 539.02 лв.
- „Социално включване на представители на уязвимите групи на територията на община Хисаря” (чрез МИГ-Хисаря) - 2020 г., на стойност 99 972 лв.
- "Биотрапеза" - изложение на биохрани и натурални продукти от български производители - 2018 г.
- "Хисарски ритми" - пролетно наиграване на танцови състави от цялата страна - 2018 г.
- Проект по допълваща целева субсидия към Министерство на културата за книги на стойност 2 659 лв. - 2018 г.
- Проект по допълваща целева субсидия към Министерство на културата за книги на стойност 4 000 лв. - 2014 г.
- Проект за ремонт на читалищната сграда по Програма за развитие на селските райони, мярка 321 -  2013 г.
- Национални конкурси на платформа "Агора" - за  "Легенди за Хисаря" - 2011 г. и за проект "Милост за старците" - Старите дървета на Хисаря (II награда) - 2013 г.
- Проект "Милост за старците" - Старите дървета на Хисаря -на фондация Екообщност  -  2013 г. 
- Програма "Глоб@лни библиотеки - България" - 2009 г. 
- Проекти за книги, техника и дейности към Министерство на културата по допълваща целева субсидия - 2006-2014 
- Проект "Спомени за бъдещето" към  фондация "Лале" - изложба на стари фотографии - 2008 г. 
- Проект по Програма "Лидер" за изложение на местни производители от Хисаря, Калояново и Съединение - 2007
- Проект към Национален Фонд Култура за възстановяване на 12 уникални кукерски маски - 2004 г.
- Туристически информационен център - 2002 г. - устойчив проект, който продължава да функционира
```